# Doğan Bayraktar
Doğan Bayraktar (Istanbul, 24 aprile 1995) è un attore e modello turco.

## Biografia
Nato nel 1995 a Istanbul (Istanbul), Doğan Bayraktar ha studiato aviazione civile e servizi di cabina all'Università di Nişantaşı. Durante gli anni universitari ha partecipato al concorso per modelli "Miglior modello della Turchia" organizzato da Erkan Özerman, dove si è classificato secondo. Dal 2017 al 2020 ha compiuto il suo esordio come attore nella serie televisiva Savaşçı. Nel 2020 ha ottenuto il ruolo di Aslan Aslanbey nella serie Hercai - Amore e vendetta (Hercai).
Nel 2021 e nel 2022 ha interpretato il ruolo di Korkut Buğra Orbay nella serie Börü 2039. Nel 2022 ha ricoperto il ruolo di Ekin nella serie Gülümse Kaderine e quello di Mete nel film Sonsuza Dek Nedime diretto da Mustafa Kotan. Nel 2023 ha preso parte alle serie Barbaros Hayreddin: Sultanın Fermanı e Kudüs Fatihi Selahaddin Eyyubi, seguite nel 2024 dal film Gelin Takımı diretto da Doğa Can Anafarta. Nel 2025 ha ricoperto il ruolo di Boğaç nella serie Bir Gece Masalı.

## Filmografia

### Cinema
- Sonsuza Dek Nedime, regia di Mustafa Kotan (2022)
- Gelin Takımı, regia di Doğa Can Anafarta (2024)

### Televisione
- Savaşçı – serie TV, 99 episodi (Fox, 2017-2020)
- Hercai - Amore e vendetta (Hercai) – serie TV, 11 episodi (ATV, 2020)
- Börü 2039 – serie TV, 6 episodi (BluTV, 2021-2022)
- Gülümse Kaderine – serie TV, 5 episodi (Fox, 2022)
- Barbaros Hayreddin: Sultanın Fermanı – serie TV, 16 episodi (TRT 1, 2023)
- Kudüs Fatihi Selahaddin Eyyubi – serie TV, 6 episodi (TRT 1, 2023)
- Bir Gece Masalı – serie TV, 6 episodi (ATV, 2025)

## Doppiatori italiani
Nelle versioni in italiano dei suoi film e delle sue serie TV, Doğan Bayraktar è stato doppiato da:
- Riccardo Petrozzi[20] in Hercai - Amore e vendetta[21]